# Джо Роугън
Джоузеф Джеймс Роугън (на английски: Joe Rogan) е американски комик, ММА коментатор и подкастър.

## Биография
Роден е на 11 август 1967 г. в Нюарк, Ню Джърси. Започва кариерата си на комик през 1988 г. в Бостън.
През 1997 г. става коментатор на ММА веригата UFC и продължава да коментира събитията и до днес. Известен е и като водещ на телевизионни предавания, най-известното от които е Fear Factor („Страх“) в 2001 – 2006 г.
През 2009 г. Роугън стартира собствен подкаст – The Joe Rogan Experience, който се превръща в един от най-популярните и гледани подкасти в световен мащаб. В над 1500 епизода Роугън води дискусии с различни популярни американски личности. На 20 май 2020 г. Роугън обявява, че е сключил сделка на стойност 100 милиона долара за преместване подкаста му ексклузивно и само в Spotify от 2021 г. 
Роугън открито употрябява канабис и е активист за легализацията му. Освен това подкрепя правата на жените, безусловния базов доход, универсалното здравеопазване, лова на животни, стремежите за постигане и поддържане на добро физическо и умствено състояние, както и еднополовите бракове.